# Антиокия
Антиокѝя (на испански: Antioquia) е един от тридесет и двата департамента на южноамериканската държава Колумбия. Столицата му е Меделин, вторият по население град в страната. Разположен е в северозападната част на страната, в района на Андите и Карибите, като граничи на север с Карибско море (Атлантически океан), Кордоба и Боливар, на изток със Сантандер и Бояка, на юг с Калдас и Рисаралда, а на запад с Чоко. С около 6 500 000 жители през 2015 г. това е най-населеният департамент, а със своите 63 600 км² е шестият по големина, изпреварен от Амазонас, Вичада, Какета, Мета и Гуайния.
Териториалната му организация се състои от 9 субрегиона в общо 125 общини. Повече от половината от населението пребивава в столичния район на Вайе де Абура. Икономиката му генерира 13,9% от колумбийския БВП, като се нарежда на второ място след Богота.
Въпреки че преди испанското завладяване на територията вече имало местни селища, а по-късно с идването на онези някои градове, и други били основани. Историята на департамента като териториално единица започва през 1569 г., когато се нарежда отделянето му от губернаторство Попаян. На 30 октомври 1584 г. Санта Фе де Антиокия, която преди това зависи от посоченото губернаторство, става столица на провинция Антиокия.През 1830 г., с разпадането на Велика Колумбия, тя отново се оформя като провинция до 1856 г., когато става суверенна държава. През 1886 г. се превръща в настоящия департамент след изчезването на Съединените щати на Колумбия.